# Los hijos de la tierra
Hijos de la tierra es el nombre de una hexalogía escrita por la novelista estadounidense Jean Marie Auel y traducida al español por Leonor Tejada. Los hechos de la historia ocurren en Europa, en el Paleolítico, a mediados del último periodo glacial. La protagonista de la serie es una mujer cromañón llamada Ayla. La serie ha vendido aproximadamente 3 millones de ejemplares en España e Hispanoamérica y más de 45 millones en todo el mundo.
Según declara Auel, ella estaba muy interesada en escribir un libro narrativo ambientado en la prehistoria. Estaba interesada especialmente en una época del Pleistoceno en la que en Europa convivieron dos especies humanas: los Homo Sapiens y los Homo neanderthalensis. Aunque ambos grupos se extienden a lo largo todo el continente, durante la narración se deja entrever en varias ocasiones que los cromañones están desplazando poco a poco a los neandertales, quienes se dirigen lentamente hacia la extinción, al no poder competir con el nuevo rival, más avanzado tecnológicamente.

## Obras
La primera serie constaba de libros más cortos: "El clan del oso cavernario", "La cazadora", "El valle de los caballos" y "El encuentro". La edición más moderna juntó estos libros de a dos y continuó la serie hasta el final con el formato largo.
- El clan del oso cavernario (The Clan of the Cave Bear, 1980)
- El valle de los caballos (The Valley of Horses, 1982)
- Los cazadores de mamuts (The Mammoth Hunters, 1985)
- Las llanuras del tránsito (The Plains of Passage, 1990)
- Los refugios de piedra (The Shelters of Stone, 2002)
- La tierra de las cuevas pintadas (The Land of Painted Caves, 2011)

La autora ha afirmado en una entrevista concedida en Londres en 2011 que la saga está acabada, aunque no descarta seguir escribiendo otras novelas ambientadas en la misma época, al margen de la serie.

## Argumento de las novelas
El clan del oso cavernarioPresenta a Ayla, personaje principal de la serie, una niña cromañón de cinco años que ha quedado huérfana tras un terremoto y, en su deambular, resulta herida por un león cavernario. Tras perder la consciencia, Ayla es descubierta y adoptada en el último momento por un grupo de neandertales que se hacen llamar el Clan del Oso Cavernario. Ayla crece entonces en un medio al que es incapaz de adaptarse del todo, educada en la cultura del clan por Iza, la curandera, y Creb, el mog-ur (chamán). Aunque al principio no es del todo aceptada, poco a poco aprende el modo del vida del clan y consigue hacerse un hueco entre ellos.
El valle de los caballosTras ser expulsada del clan, Ayla va en busca de quienes los neandertales llaman Los otros, que no son más que los humanos modernos, especie a la que pertenece Ayla. La joven encuentra una cueva para refugiarse y decide pasar el invierno en ella, aunque al final acabará por instalarse en su interior durante tres años, supliendo la falta de contacto humano con la relación que entabla con dos animales huérfanos a los que acoge y domestica: la yegua Whinney y un gran león cavernario al que acaba llamando Bebé. La historia narra de forma paralela los pasos de Jondalar, un joven humano cazador de la tribu Zelandonii, y de su hermano Thonolan, que acaba muriendo al ser atacado por un león. Cuando Ayla se encuentra con Jondalar, descubre el amor verdadero y decide acompañarlo en busca de otros humanos con los que encontrar un nuevo hogar.
Los cazadores de mamutsAyla y Jondalar visitan una tribu conocida como los Mamutoi, o Cazadores de Mamuts, que viven no muy lejos de la cueva de Ayla. Los Mamutoi adoptan a Ayla y su amor por Jondalar se ve amenazado por un breve romance con Ranec, un joven Mamutoi de raza negra con quien llega a comprometerse. Finalmente, en el último momento, Ayla descubre que Jondalar aún la ama y deciden continuar su relación lejos de los Mamutoi.
Las llanuras del tránsitoAyla y Jondalar viajan hacia el oeste de regreso a territorio Zelandonii, teniendo que hacer frente a diversos peligros a lo largo del trayecto. A su paso por la gran llanura centroeuropea, llaman la atención de conocidos y extraños debido a la presencia de animales a los que Ayla ha domesticado. Uno de ellos, Lobo, llega incluso a atacar a una mujer que intenta acabar con la vida de Ayla al intentar salvar la de Jondalar, ya que lo habían capturado y encerrado con los demás hombres.
Los refugios de piedraEs el libro en el que se presenta la vida de Ayla y Jondalar en la tribu de los Zelandonii, donde se unen en matrimonio y tienen una hija, a la que dan el nombre de Jonayla. Desafortunadamente, no todo es fácil, sobre todo cuando se descubre que Ayla fue criada por la gente del clan, a quienes los Zelandonii consideran animales. Su relación con los miembros de la tribu es una mezcla de recelo y admiración, aunque pronto Ayla destaca por sus dotes de curandera y su interés por el mundo espiritual de los Zelandonii.
La tierra de las cuevas pintadasÚltima novela de la saga, en la que los conflictos entre Ayla y Jondalar surgen de nuevo a causa de las obligaciones de la protagonista, que debe compaginar su papel como madre y curandera de los Zelandonii. Su pareja, Jondalar, se verá desplazado y acusará los problemas de la soledad. Con ayuda de La primera entre los que sirven a la madre (Zolena, examor de Jondalar) descubren una nueva estrofa del Canto de la Madre, que ayudará a comprender mejor el mundo.

## Adaptación cinematográfica
Del primero de los seis libros de esta saga se ha hecho una versión cinematográfica, El clan del oso cavernario, en 1985, protagonizada por Daryl Hannah. La película fue un fracaso de taquilla y se canceló la producción de la segunda, El valle de los caballos, que ya había sido adaptada.
La autora de las novelas, Jean M. Auel, ha afirmado en varias entrevistas que no quedó contenta con la adaptación y que, por el momento, no tiene ningún interés en que la historia sea llevada de nuevo al cine.

## Base científica
Para escribir la serie, Jean M. Auel investigó sobre paleontología en cuevas tan prestigiosas como la de Altamira (España) y Shanidar (Irak). Es más, algunos personajes de la serie se basan en fósiles reales encontrados en diferentes cuevas.
Auel es experta en antropología, paleontología e historia natural. Gracias a esto se animó a narrar la aventura en la época cruzada del hombre de Cromañón y el hombre de Neandertal y en tan solo cuatro meses ya tuvo el boceto hecho de toda la serie[cita requerida].
La idea de Auel se basa en la convivencia de las dos especies homínidas en un mismo continente. No es frecuente tratar la prehistoria en novelas y filmes, por lo que ha sido muy relevante su labor divulgativa en esta materia y muchos consideran la serie como un tesoro.
Los personajes Iza y Creb, que criaron a Ayla en su infancia, se basan en dos esqueletos encontrados en Shanidar, mientras que el personaje Zolena de la segunda entrega de la serie se basa, según Auel, en la Venus de Willendorf.